# Barroso

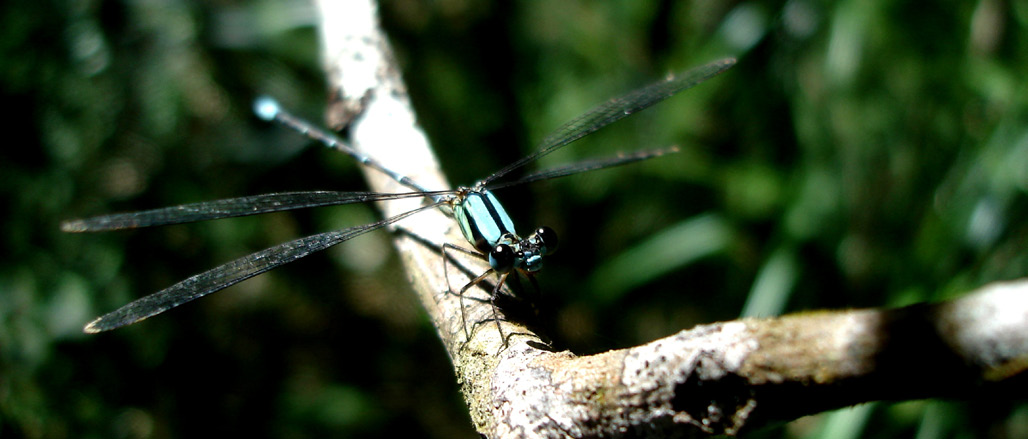
Heteragrion cyane é uma espécie de libélula que ocorre apenas em Barroso

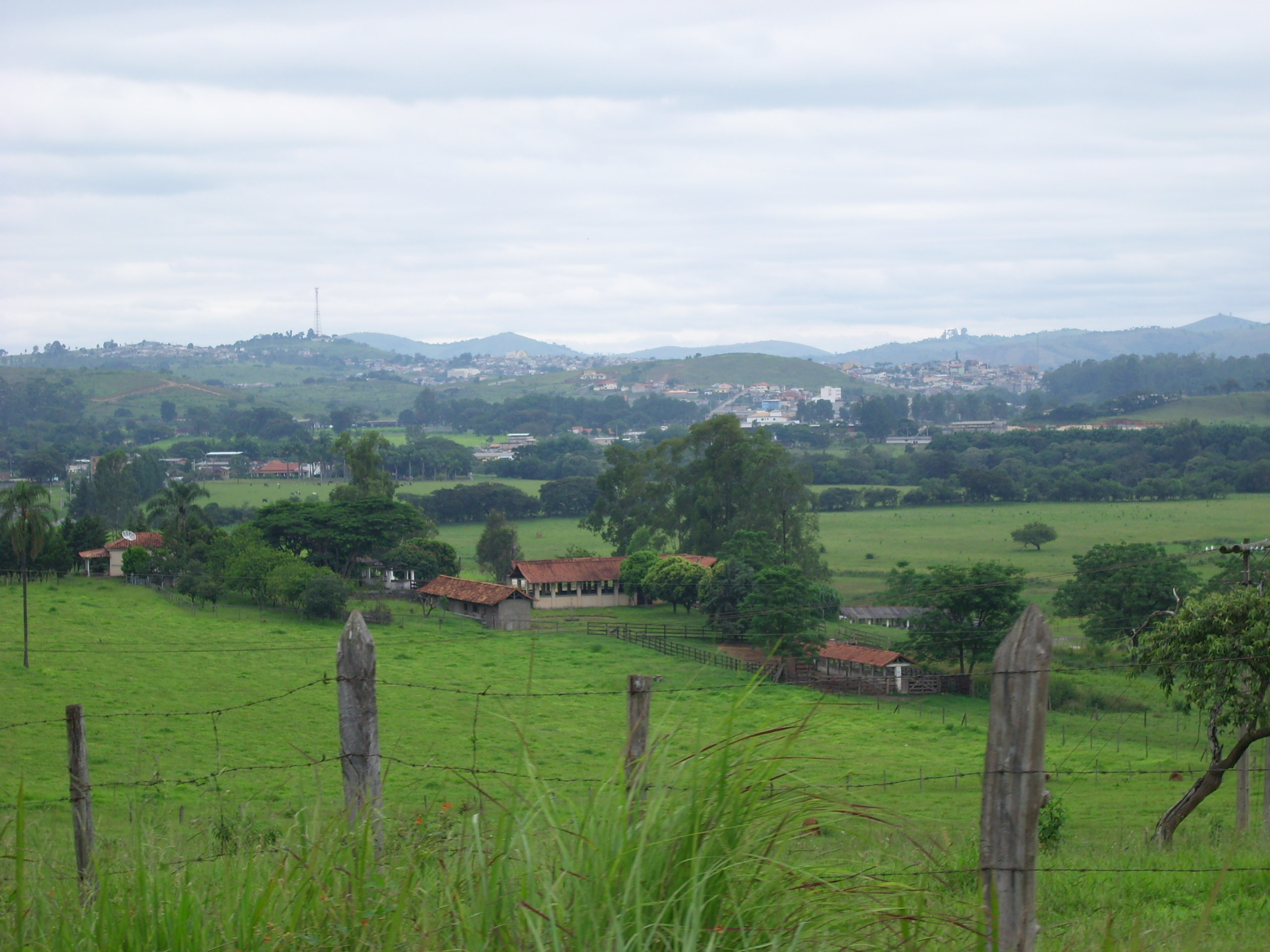
Vista parcial da cidade. Estrada Barroso - Dores de Campos.

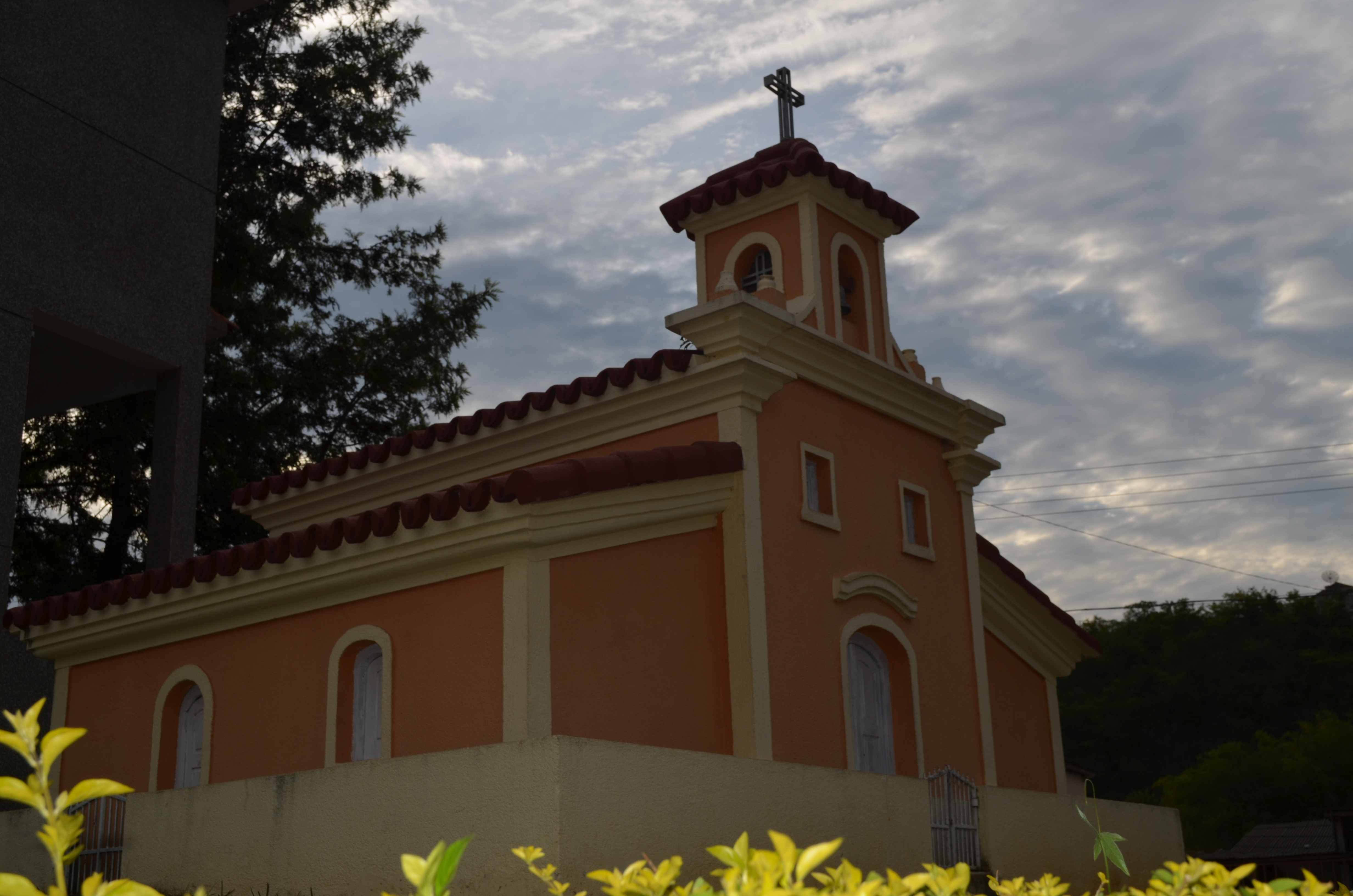
Réplica da primeira igreja de Santana

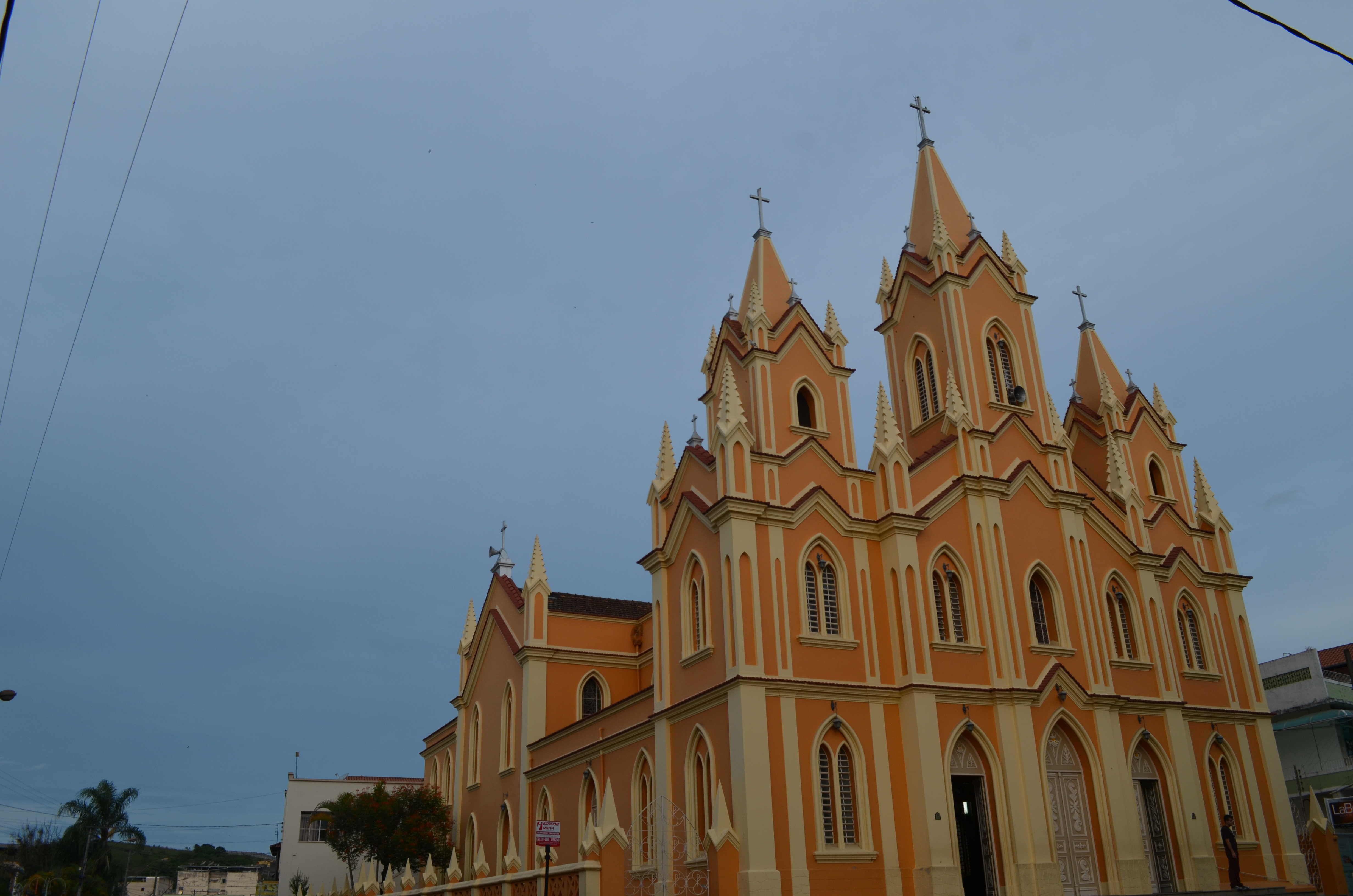
Igreja Matriz de Santana em Barroso

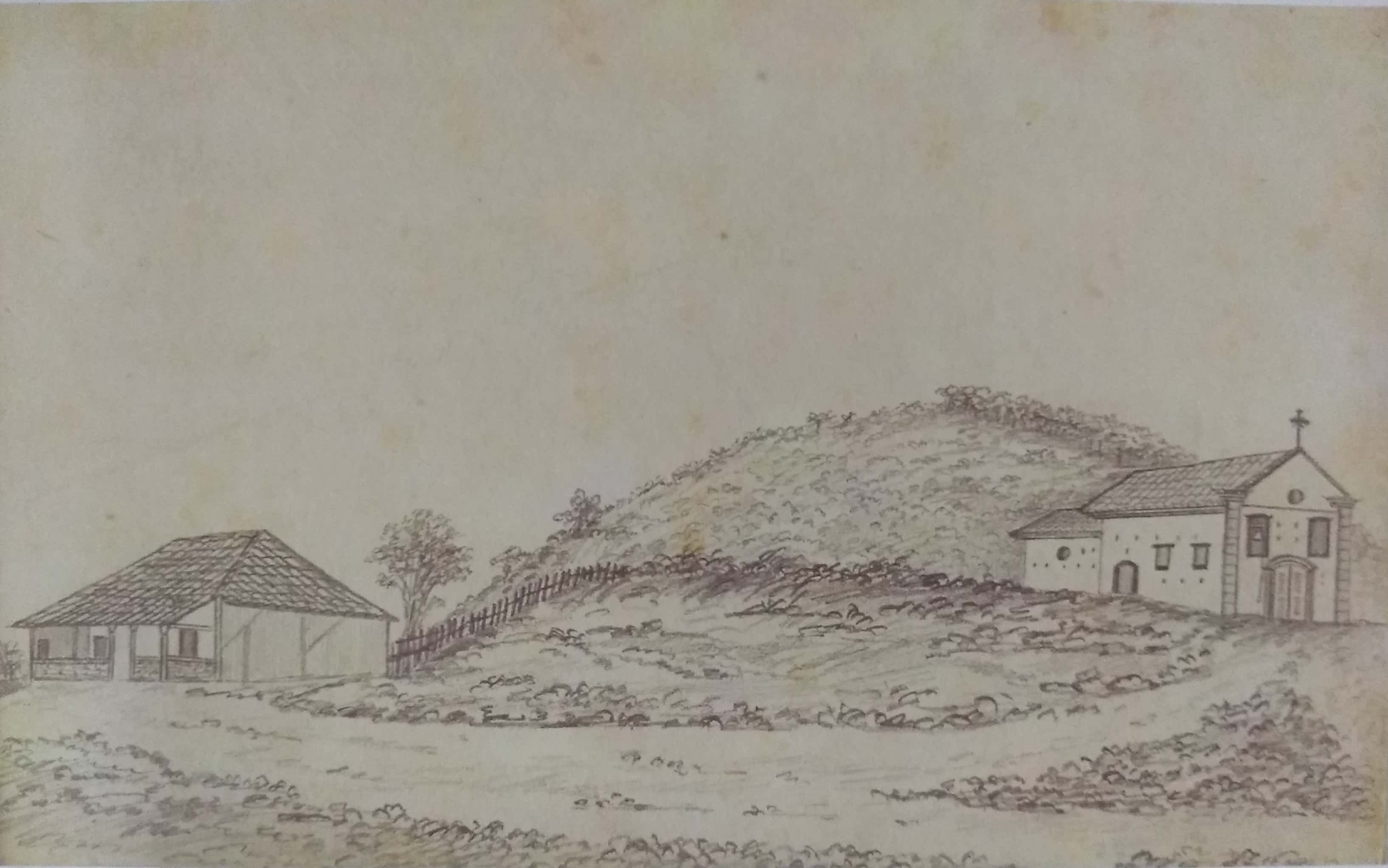
Barroso em 11 de agosto de 1839. A capela de Santana foi demolida

Barroso é um município brasileiro do estado de Minas Gerais. Sua população recenseada em 2022 era de 20 080 habitantes. O barrosense mais ilustre foi o historiador, folclorista e professor Basílio de Magalhães.
A libélula Heteragrion cyane é encontrada apenas neste município, endêmica de uma pequena área de mata ciliar próxima ao Rio das Mortes. Conhecida como Mata do Baú, o fragmento florestal abriga uma grande biodiversidade.

## História
A história do município de Barroso remonta ao século XVIII e está diretamente ligada aos bandeirantes, que percorriam a área em busca de ouro. Após a abertura do Caminho Novo pelo filho de Fernão Dias, Rodrigo Dias Paes, criou-se um caminho ligando este às Vilas de São José Del Rei (Tiradentes) e São João Del Rei que ficou conhecido como "Caminho de Baixo", passando por Barroso e atravessando o vale do rio Loures na direção da Caveira (distrito de São Sebastião das Campinas), margeando a parte sul da Serra de São José até alcançar a Ponta do Morro (Prados) e de lá as duas grandes vilas na Comarca do Rio das Mortes. Barroso era, naquela época, um entroncamento importante entre o Arraial da Borda do Campo (Barbacena) nas margens do Caminho Novo e as vilas de São José e São João Del Rei, conectando-se com as roças de Alberto Dias (Alfredo Vasconcelos), de Estevão Reis (Ressaquinha) e o Arraial de Calandhay (Carandaí) já no rumo da região das Minas do Ouro onde ficava Vila Rica (Ouro Preto) e Mariana.
O mais antigo registro histórico da cidade, de 1729, é a hipoteca de um terreno pelo português Antônio da Costa Nogueira, que construiu a primeira capela de Sant'Ana do Barroso na freguesia da Borda do Campo (Barbacena). A povoação cresceu em torno dessa capela e foi elevada a freguesia em 1874. O distrito de Barroso foi criado no século XIX. Pertenceu aos municípios de Barbacena, Prados e depois Tiradentes. Em 1938, depois da emancipação de Dores de Campos, o distrito de Barroso passou a integrar o novo município.
Há registros de um suposto alferes Joaquim Barroso ter sido o fundador da povoação entre o final século XVII e início do século XVIII, mas trata-se de um equívoco porque a região nessa época era ocupada apenas pelos povos indígenas.
No dia 12 de dezembro de 1953, após articulações políticas de representantes do município de Barroso, a localidade transformou-se em Município pela Lei 1.259, emancipando-se de Dores de Campos. No dia 1 de janeiro de 1954 foi instalado o município e a Comissão de Emancipação erigiu um obelisco na Praça Gustavo Meireles, como marco da histórica data.
Foram os seguintes componentes da Comissão Emancipadora: Geraldo Napoleão de Sousa (presidente), Epifânio Barbosa, Humberto Carbonaro, José da Silva Pinto, Brasilino dos Reis Melo, Silvano Albertoni, José Augusto de Sousa e José Pio de Sousa. Geraldo Napoleão de Souza foi o primeiro prefeito eleito (1955 — 1959) do município.
A partir das décadas de 1950, 60 e 70, com o advento da indústria de cimento no município, o município observou um expressivo crescimento, atraindo pessoas de diversas áreas a Barroso, que buscavam oportunidades de emprego. O município passou a ter então, um perfil majoritariamente industrial.[carece de fontes?]

## Geografia
Com uma área de 81,726 km², faz divisa com os municípios de Barbacena, São João del-Rei, Prados e Dores de Campos.[carece de fontes?]
Barroso está a cerca de 1000 metros acima do nível do mar, devido a esta altitude o período de calor é relativamente curto, entre os meses de novembro a março.[carece de fontes?]
A localização de Barroso é estratégica; fica a poucos quilômetros dos centros consumidores do Sudeste brasileiro e próximo dos corredores de exportação de Santos, Vitória e Rio de Janeiro. A vegetação predominante são os campos de altitude com manchas de  Mata Atlântica e matas de galeria nos vales dos rios das Mortes, Elvas, Loures entre outros, porém iniciando a transição para o Cerrado. O clima é Tropical de altitude.[carece de fontes?]
Conforme a classificação geográfica mais moderna (2017) do IBGE, Barroso é um município da Região Geográfica Imediata de Barbacena, na Região Geográfica Intermediária de Barbacena.

### Rodovias
O município é cortado pela rodovia BR-265.

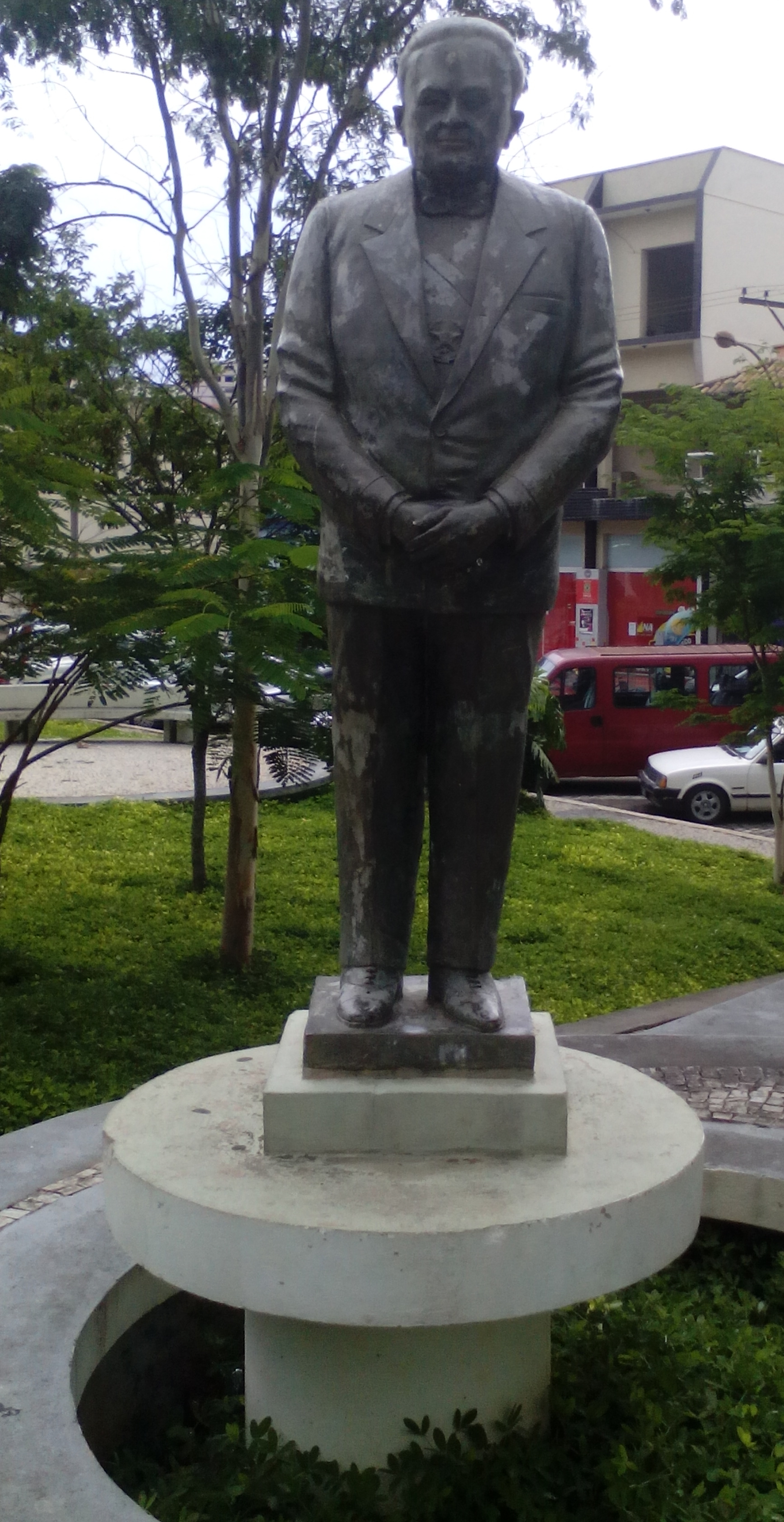
Estátua de Humberto de Alencar Castelo Branco (Praça Santana, Centro)

### Relevo[carecede fontes?]
- Plano: 15%
- Ondulado: 60%
- Montanhoso: 25%

### Hidrografia[carecede fontes?]
- Rio das Mortes

Nasce na Serra da Mantiqueira, percorre uma extensão de 278 km e deságua no rio Grande.
- Córrego Boqueirão.
- Rio Loures.
- Rio Elvas.
- Córrego do Bandeira.
- Ribeirão Alberto Dias.
- Rio Ressaquinha.

### Demografia[carecede fontes?]
A população de Barroso se mantém em crescimento vegetativo, porém quase sempre de maneira constante, com taxas médias de crescimento anual acima de 2%, segundo o resultado do Censo Demográfico de 2000 no qual se verifica taxa de 2,02% por ano.[carece de fontes?]
| Ano  | População |
| ---- | --------- |
| 1970 | 10940     |
| 1980 | 14320     |
| 1991 | 17014     |
| 2000 | 18197     |
| 2008 | 20096     |
| 2009 | 20253     |

### Regiões[carecede fontes?]
Barroso está dividida em cinco regionais (regiões). São elas:
- Região Central
- Zona Oeste
- Zona Sul
- Zona Leste
- Zona Norte

#### Distritos
- Barroso - sede do município
- Boa Vista - 4 km da sede
- Caetés - 6 km da sede
- Invernada
- Zé Deia
- Boqueirão
- Bom Jardim
- Cantagalo
- Laranjeira
- Brejinho
- Olaria
- Morro da Telha

#### Bairros[carecede fontes?]
| O maior bairro da cidade é o Bairro Jardim Bandeirantes. - Rosário - São José - Praia - Dr. José Guimarães - Genésio Graçano - João Bedeschi - Jardim Bandeirantes - Alonso - Joaquim Gabriel de Souza - Josefina Coelho - Nilder José de Souza - Santa Maria - Esplanada - Arthur Napoleão - Jardim Europa - Nova Barroso - Irmãos Pinto - Centro |

### Circunscrição eclesiástica
As paróquias de Sant'Ana e do Rosário de Nossa Senhora de Fátima pertencem à Diocese de São João del-Rei.

## Cultura

### Dialeto local
Segundo o Esboço de um Atlas Linguístico de Minas Gerais (EALMG), realizado pela UFJF em 1977, o dialeto local é o mineiro.

## Administração
- Prefeito: Anderson Geraldo de Paula (2021/2024)
- Vice-prefeito: Eduardo Ferreira Pinto (2021/2024)
- Presidente da câmara: Eduardo Ferreira Pinto (2019)
- Vereadores: Baldonedo Arthur Napoleão, Anderson Geraldo de Paula, Leone Wagner do Nascimento, Marco Antonio da Silva, João Campos, Giovani Graçano, Vera Aparecida Pereira, Allan Carlos de Campos e Eduardo Ferreira Pinto.[28]